# Pierre Seigneur
Pierre Seigneur, né à Gorron avant 1668, universitaire français du XVIIIe siècle, fut procureur de la Nation de France.

## Biographie
Il est le fils de Pierre Seigneur et de Jeanne Vieuville. Licencié en théologie, professeur de philosophie au collège Cardinal, principal du collège du Mans à Paris le 16 mars 1729, procureur de la Nation de France en 1743. Il s'opposa, en cette qualité, au décret qui permettait aux maîtres es arts d'ouvrir école sans autorisation de l'université et figura au procès intenté au parlement contre les étudiants dont on déplorait le manque de dignité, l'esprit de cabale et l'humeur tapageuse.
Michel Seigneur; son parent, obtint en 1744 la bourse de René Seigneur, au collège du Mans, où l'on trouve, la même année, Julien-René Seigneur, de Saint Martin de Mayenne, demeurant au cloître Saint-Honoré.
Il fut pourvu en 1744 d'un canonicat à Saint-Honoré de Paris. L'abbé Jean-Jacques Garnier, son compatriote, l'eut pour protecteur.

## Source partielle
- « Pierre Seigneur », dans Alphonse-Victor Angot et Ferdinand Gaugain, Dictionnaire historique, topographique et biographique de la Mayenne, Laval, A. Goupil, 1900-1910 [détail des éditions] (BNF 34106789, présentation en ligne), tome III, p. 704.